# Boerka (islam)
De boerka (ook burka of burqa) (Arabisch : برقع) is een kledingstuk, dat vooral door (streng) islamitische vrouwen gedragen wordt. De boerka bedekt het gehele lichaam; ook de ogen zijn niet zichtbaar.
De boerka is de Afghaanse variant van de chador, maar de chador laat het gezicht vrij. Bij de boerka kijkt de vrouw door een stuk gaas, waardoor zij zelf wel kan kijken, terwijl haar ogen niet zichtbaar zijn.
Onder het bewind van de Taliban was het dragen van een boerka voor vrouwen in Afghanistan verplicht.

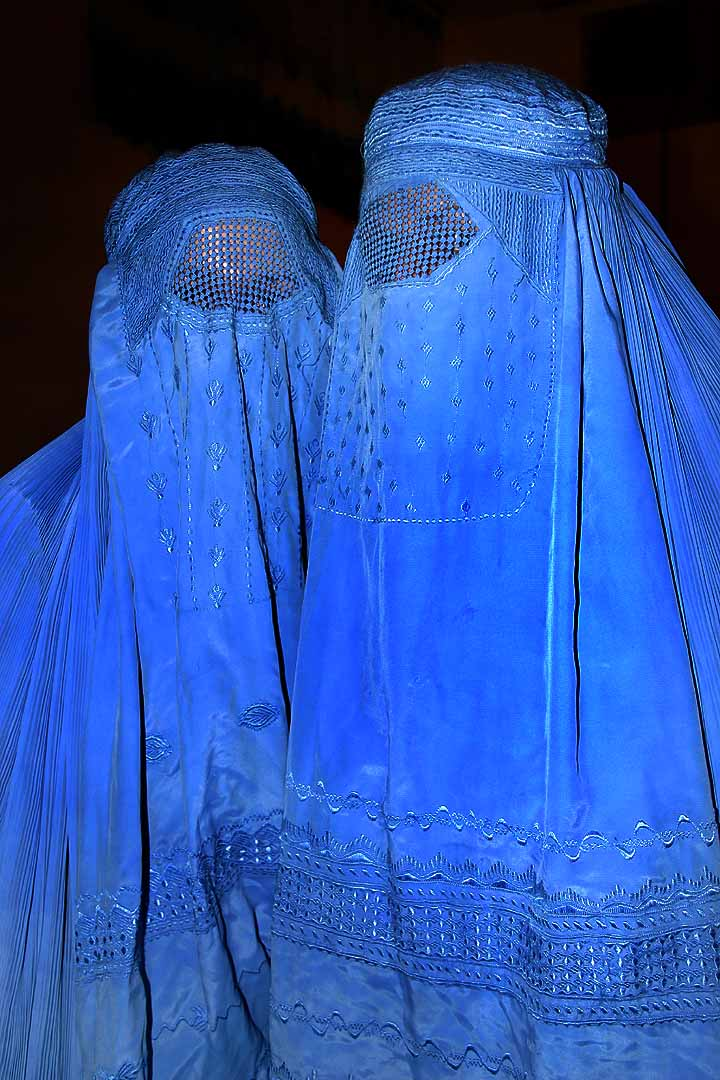
Afghaanse vrouwen in boerka
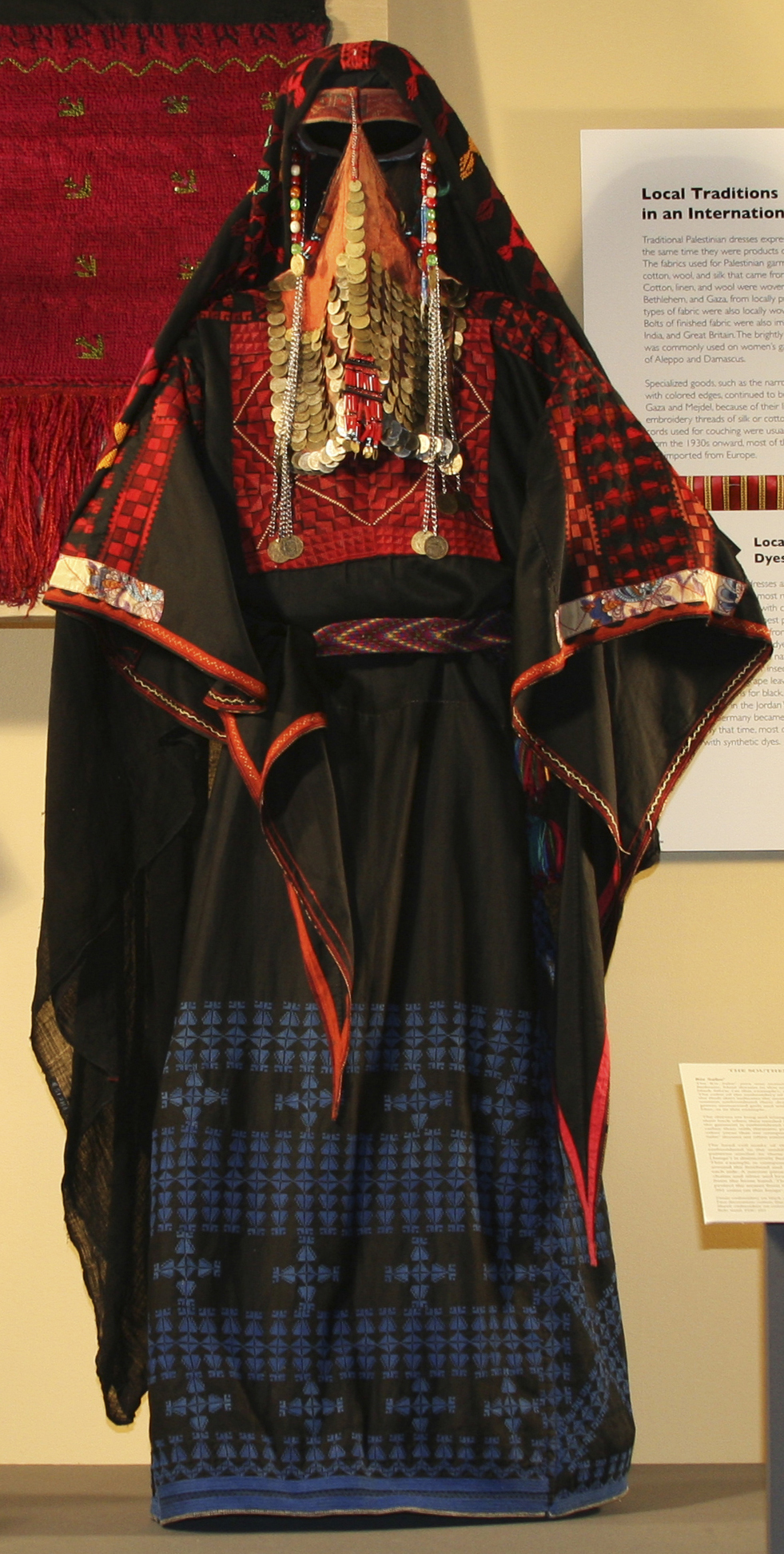
Een boerka in het Oriental Institute Museum in Chicago
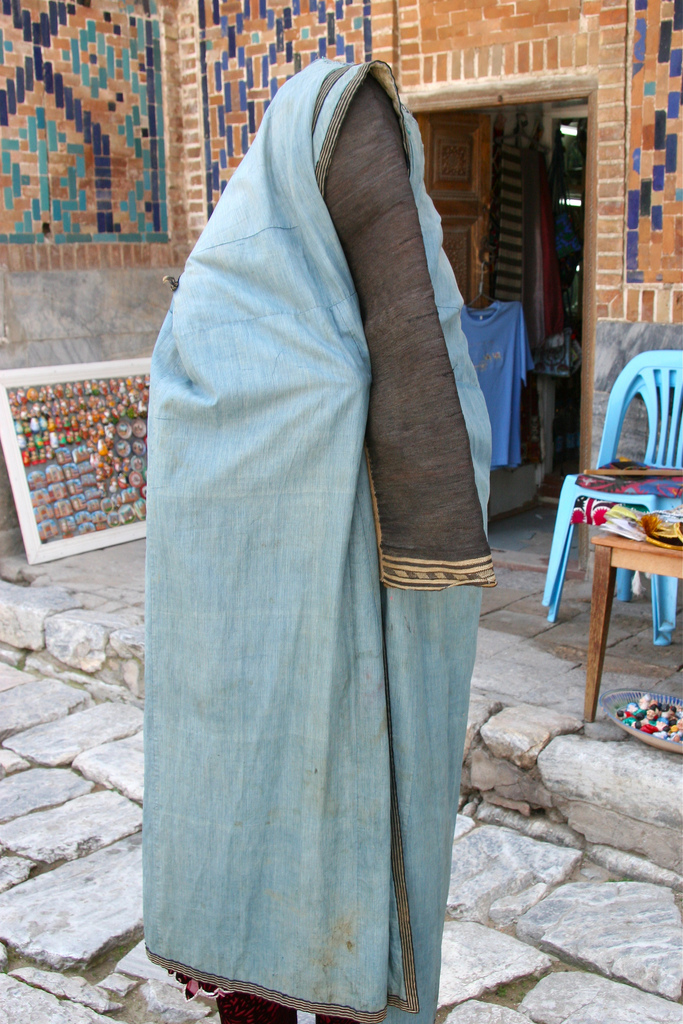
Oezbeekse Paranja

## Verschil tussenboerkaennikab
De termen boerka en nikab (ook wel niqaab) worden vaak door elkaar gebruikt. De nikab is echter een kledingstuk dat voor het gezicht kan worden gedragen. Ook dit kledingstuk kan het gezicht in zijn geheel bedekken. Het kledingstuk zit echter niet vast aan andere kledingstukken, zoals bij de boerka waar de gezichtsbedekking deel uitmaakt van het gehele kledingstuk.

## Boerkini
Boerkini is een samenvoeging van de woorden boerka en bikini. Het is een zwemoutfit die het lichaam vrijwel van top tot teen inpakt, zoals bij een duikerspak. Het laat slechts de handen, de voeten en het gezicht vrij, terwijl het hoofd bedekt blijft. Dit kledingstuk is een vinding van Aheda Zanetti, die haar creatie tegelijk als praktisch en religieus correct omschrijft.